# کوئل، تگزاس
کوئل (به انگلیسی: Quail) یک منطقهٔ مسکونی در ایالات متحده آمریکا است که در شهرستان کولینگزورث، تگزاس واقع شده‌است. کوئل ۸٫۲ کیلومتر مربع مساحت و ۱۹ نفر جمعیت دارد و ۶۸۱ متر بالاتر از سطح دریا واقع شده‌است.